# Leonhard von Muralt
Leonhard von Muralt (* 17. Mai 1900 in Zürich; † 2. Oktober 1970 in Cavalaire-sur-Mer, Frankreich) war ein Schweizer Historiker und Täuferforscher.

## Leben
Die Familie von Muralt stammt aus Locarno und fand nach Übertritt zum protestantischen Glauben seit 1555 in Bern und Zürich eine neue Heimat. Leonhard von Muralt studierte in Zürich und Genf. Später lehrte Muralt an der Universität Zürich als ordentlicher Professor für Neuere Allgemeine und Schweizer Geschichte. Er war Mitherausgeber der Werke von Ulrich Zwingli im Corpus Reformatorum sowie der Quellen zur Geschichte der Täufer in der Schweiz (Zürich). Hauptbetätigungsfeld des Historikers Muralt war die Geschichte der Neuzeit mit Schwerpunkt Reformationsgeschichte.
Leonhard von Muralt war mit Margareta Baumgartner verheiratet und Vater zweier Töchter. Zu seinen akademischen Schülern gehörten unter anderem Peter Stadler, Walther Hofer und Hans-Ulrich Wepfer.

## Schriften
- Die Badener Disputation 1526, Dissertation, Leipzig 1925.
- Reformation und Gegenreformation, 1932.
- Jörg Berger, in: Festgabe des Zwingli-Vereins zum 70. Geburtstag seines Präsidenten Hermann Escher, Zürich 1927, S. 98–126.
- Das Zeitalter der Renaissance. 1941, in: Willy Andreas (Hrsg.): Die Neue Propyläen-Weltgeschichte, 3. Band. 1949, S. 1–79.
- Der Friede von Versailles und die Gegenwart, 1947.
- Bismarcks Verantwortlichkeit, 1955.
- Renaissance und Reformation, in: Handbuch der Schweizer Geschichte, Zürich 1972, S. 389–570.